# Receiver
Receiver es un videojuego de disparos en primera persona desarrollado por Wolfire Games, como parte del 7 Day FPS Challenge. El juego intenta reflejar la mecánica de armas realistas a través de la recarga y la física de las balas, mientras el jugador recoge objetos y cintas de audio, las cuales revelan la historia, en un mundo generado por procedimientos.
Ha sido lanzado en junio de 2012 para Linux, Microsoft Windows y Mac OS X.